# Seniorenstift St. Laurentius

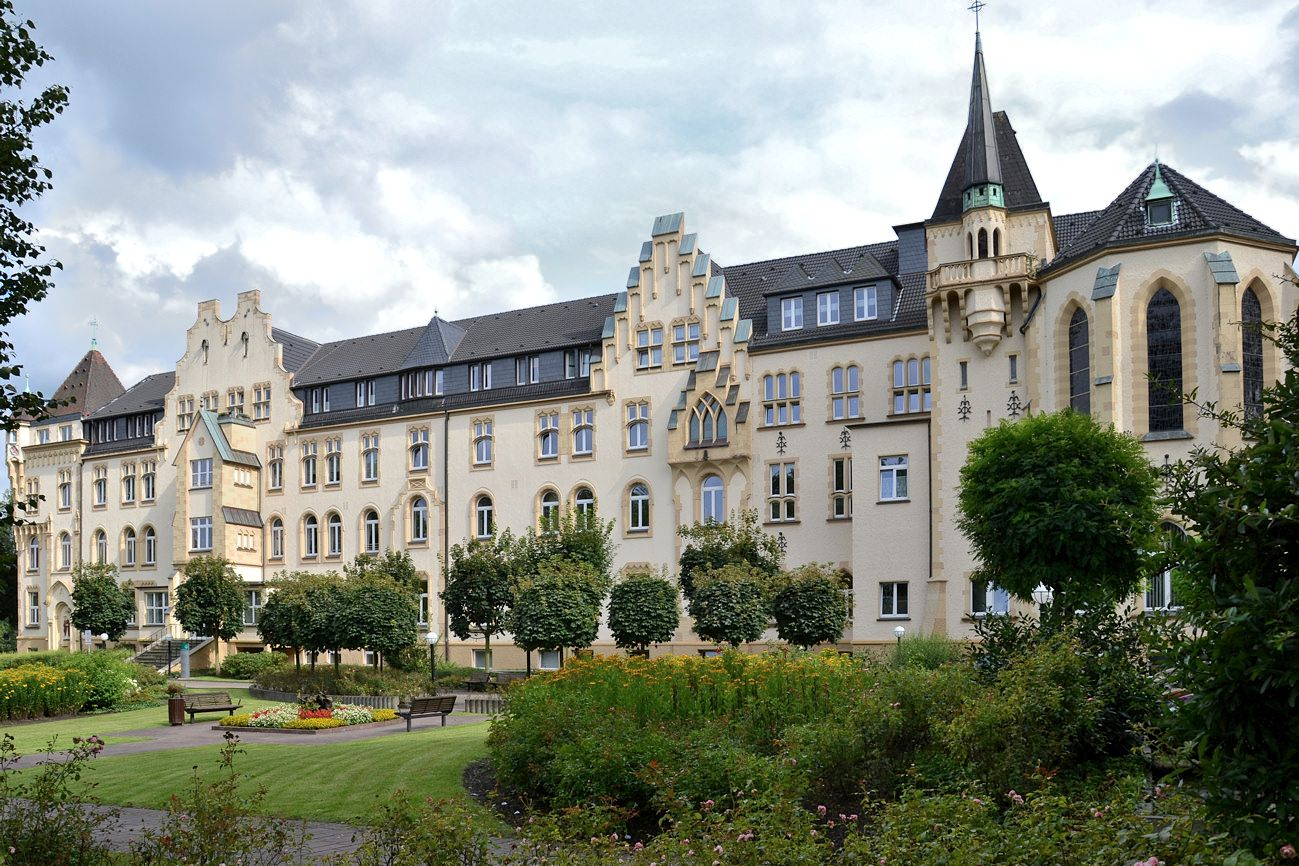
Senioreneinrichtung St. Laurentius (2011)

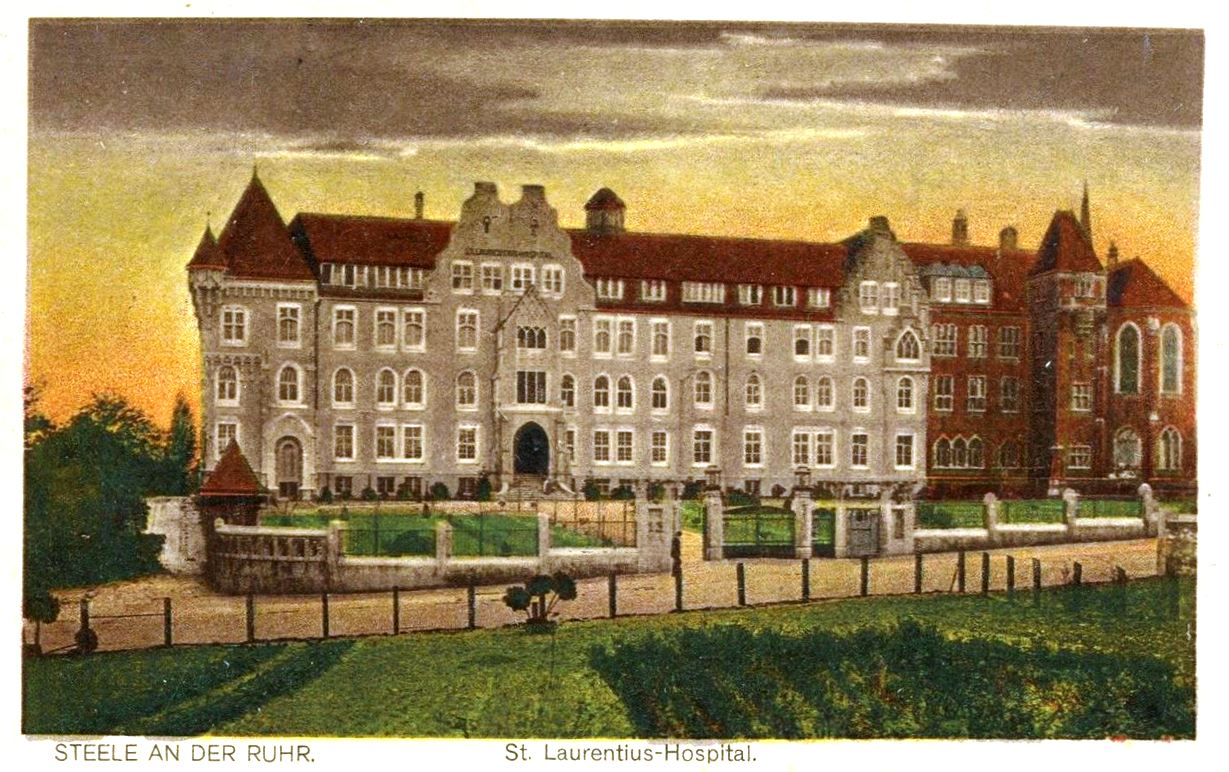
St. Laurentius-Hospital (um 1918)

Das Seniorenstift St. Laurentius (seit 2023 Laurentius-Stift oder Laurentius Quartier) ist ein Altenheim im Essener Stadtteil Steele. Es hat seinen Sitz in dem unter Denkmalschutz stehenden Gebäude, das ab den 1860er Jahren in mehreren Bauabschnitten als Laurentius-Hospital errichtet wurde und seit den 1980er Jahren zu einem Altenheim umgewandelt wurde. Heute gehört es zur Contilia-Trägergesellschaft.

## Geschichte

### Laurentius-Hospital
Nachdem sich der katholische Pfarrer Heinrich Hake Mitte des 19. Jahrhunderts für die Errichtung des Hospitals in der damaligen Stadt Steele eingesetzt hatte, wurde es durch den Steeler Architekten Johannes Schirner errichtet. 
Im Juni 1869 nahm das Krankenhaus den Betrieb auf, wobei der erste Patient ein schwer verletzter Arbeiter aus dem 1856 errichteten Hüttenwerk Neu-Schottland im Unteren Horst war. Die Schwestern des Ordens Arme Dienstmägde Jesu Christi aus Dernbach im Westerwald taten hier von Beginn an, bis 1968 ihren Dienst. Die Ärzte Hülsebusch, er arbeitete in den Anfangsjahren unentgeltlich, sowie Schwellenbach und Schnütgen haben anfangs das Haus geprägt. Zudem war es Ärzten des Berg- und Hütten-Aktien-Vereins Neu-Schottland möglich, im Hause ihre eigenen Patienten zu versorgen.
In etwa fünf Bauabschnitten entstand ab 1877 das Gesamtbild des heutigen Hauses mit neugotischen Elementen. Unter der 1904 errichteten Kapelle wurde ein für die damalige Zeit moderner Operationssaal eingerichtet. Nachdem der gesamte Gebäudekomplex 1911 ein weiteres Stockwerk erhalten hatte, wurde das Krankenhaus 1912 endgültig fertiggestellt und eingeweiht. 
Der Ausbau des Laurentius-Hospitals war maßgeblich durch den Steeler Pfarrer und Ehrenbürger der Stadt Steele, Matthias Büssem (1834– 1914), unterstützt worden.

#### Kapelle
Im Rahmen des dritten Bauabschnitts wurde 1904, am westlichen Ende des Laurentius-Hospitals, die ebenfalls mit neugotischen Elementen versehene Kapelle eingeweiht. Sie liegt im ersten Obergeschoss, ist rund 19 Meter lang und bietet etwa 100 Gläubigen Platz. Im Innern ist die Kapelle mit den hohen Fenstern mit einer Orgelempore und einem erhöhten Altarraum ausgestattet. Die Wandgemälde vom Tischler und Maler Franz Anton Goldkuhle aus der Wiedenbrücker Schule wurden, wie das meiste andere Inventar, gespendet.

### Umwandlung in eine Senioreneinrichtung
Der Klinikbetrieb wurde 1981 nach Protesten eingestellt. Folgend begann die Umwandlung in das Altenkrankenheim St. Laurentius, wobei einstige Krankenhausangestellte in den neuen Betrieb übernommen wurden.
1998 wurde mithilfe der Essener St. Elisabeth-Stiftung aus dem Altenkrankenheim eine zeitgemäße Senioreneinrichtung entwickelt.
1999 wurde der Grundstein für den im August 2001 eingeweihten Neubau gelegt, südlich und hinter dem Altbau gelegen. Zudem wurde im März 2000 der Pflegebetrieb im historischen Altbau eingestellt. In diesem seit 6. August 1989 unter Denkmalschutz gestellten Altbau befinden sich nun im Erdgeschoss die Verwaltung und Konferenzräume. Zudem bieten hier eine Verkaufsstelle Waren und ein Frisör seine Dienste an. In den darüber liegenden weiteren Etagen befinden sich Wohnungen.
Im Neubau leben Senioren auf zwei Etagen in vier Wohngruppen. Er bietet insgesamt 78 Einzel- und 12 Doppelzimmer und ist von Grünanlagen umgeben. Ein Verbindungsgang führt vom Neu- in den Altbau, um dort unter anderem die inliegende Hauskapelle zu erreichen, in der regelmäßig Gottesdienste beider Konfessionen stattfinden.
Unter dem Dach der Contilia-Trägergesellschaft firmiert die Senioreneinrichtung heute als Laurentius Quartier in der St. Laurentius Pflege und Betreuung GmbH.